# 세이부 다치카와역
세이부 다치카와 역(일본어: 西武立川駅, せいぶたちかわえき)은 일본 도쿄도 다치카와시에 있는 철도역이다.
역 이름은 '세이부 다치카와'지만, JR의 다치카와역에서 5km 정도 떨어져 있다.

## 타는 곳
| ↑ 무사시스나가와 |
| \| 2 1 \|        |
| 하이지마 ↓       |

| 1 | ■ 하이지마 선 | 하이지마 방면                                               |
| 2 | ■ 하이지마 선 | 고다이라·신주쿠에 직결 운행 가미샤쿠지이·세이부 신주쿠 방면 |

## 역세권 정보
- 이쓰카이치 가도

## 역사
- 1968년 5월 15일: 영업 개시.

## 인접역
| 세이부 철도 ■ 하이지마 선    | 세이부 철도 ■ 하이지마 선            | 세이부 철도 ■ 하이지마 선 |
| ---------------------------- | ------------------------------------ | ------------------------- |
| 무사시스나가와 고다이라 방면 | ■ 하이지마 쾌속 ■ 급행 ■ 준급 ■ 보통 | 하이지마 하이지마 방면    |